# (38589) 1999 XV113
1999 XV113 (asteroide 38589) é um asteroide da cintura principal. Possui uma excentricidade de 0.15051700 e uma inclinação de 13.41518º.
Este asteroide foi descoberto no dia 11 de dezembro de 1999 por LINEAR em Socorro.